# Katrina Leskanich
Katrina Leskanich   (Topeka, 10 d'abril de 1960) és una música estatunidenca, que va ser la cantant principal de la banda britànica de pop-rock Katrina and the Waves. La seva cançó «Walking on Sunshine» va ser un èxit internacional el 1985. El 1997, la banda va guanyar el Festival de la Cançó d'Eurovisió en representació del Regne Unit amb la cançó «Love Shine a Light». Les dues cançons van ser escrites pel company de banda de Leskanich, Kimberley Rew.
Leskanich va néixer a Topeka. El seu pare era un veterà del Vietnam que es va convertir en coronel a la Força Aèria dels Estats Units. Katrina i els seus cinc germans (quatre germanes i un germà) es van mudar diverses vegades de casa durant la seva infantesa. La família va arribar al Regne Unit el 1976. Es va graduar a l'institut de la RAF Lakenheath el 1978.